# Bountiful (Columbia Británica)
Bountiful es un asentamiento irregular situado en el sudeste de la Columbia Británica, Canadá, cerca de Creston. La comunidad más cercana es Lister. Toma su nombre de Bountiful, un lugar descrito en el Libro de Mormón.
Los habitantes de Bountiful son miembros de dos grupos fundamentalistas mormones polígamos.

## Historia
El primer miembro del grupo que se asentó cerca Lister fue Harold Michael Blackmore. Se mudó allí con su familia en 1946. Pronto llegaron otros miembros fundamentalistas mormones que creían en el matrimonio plural (una práctica que fue habitual entre los mormones del siglo XIX, pero condenada en 1890 por el profeta Wilford Woodruff).  Tras la proclamación de Winston Blackmore como obispo en los años 1980, el asentamiento tomó el nombre de Bountiful. 
La población estimada de Bountiful fue de 600 habitantes en 1998 y desde entonces ha aumentado hasta unos 1000, que son descendientes de solo seis hombres. 
Los fundamentalistas mormones de Bountiful se han dividido en dos grupos: aproximadamente la mitad son miembros de la Iglesia Fundamentalista de Jesucristo de los Santos de los Últimos Días (FLDS, por sus siglas en inglés), y el resto son miembros de la Church of Jesus Christ (Original Doctrine) Inc.,  (Iglesia de Jesucristo (Doctirna Original) Inc.), una escisión de la primera basada en las enseñanzas de Blackmore, debido a que en su opinión, Warren Jeffs, profeta de la FLDS, estaba abusando de su poder y se había vuelto demasiado dictatorial. El obispo de la FLDS es James Oler.

## Acusaciones de abuso
El 19 de abril de 2005, los líderes de Bountiful celebraron una larga conferencia de prensa en un esfuerzo por disipar muchas de las acusaciones de abuso que habían rodeado a su comunidad.
Bountiful ha sido objeto de un intenso escrutinio por su estrecha relación con la Iglesia polígama FLDS. Se cree que Warren Jeffs, profeta de esta y, en el momento, uno de los diez fugitivos más buscados por el FBI, la visitó unas seis veces en 2005. El 28 de enero de 2006, el Vancouver Sun publicó información de que el fiscal general del estado de Utah estaba colaborando con su homólogo de la Columbia Británica en un intento de abordar la poligamia y los presuntos abusos en estas comunidades. 
Jeffs fue capturado por las autoridades en las afueras de Las Vegas en agosto de 2006 durante una parada de tráfico rutinaria. El 25 de septiembre de 2007 fue declarado culpable de ser cómplice de violación. La fiscalía lo acusó de obligar a una niña de 12 años a casarse y tener relaciones sexuales con su prima de 19 años. 
El 16 de mayo de 2006, Blackmore y su familia invitaron a los medios de comunicación a visitar Bountiful tras una inspección de la Policía Montada de Canadá, indicando que se sentían perseguidos por la ley.
El 6 de junio de 2007, la provincia de Columbia Británica anunció el nombramiento del abogado Richard Peck como fiscal especial para investigar estas alegaciones, pero concluyó que no había pruebas suficientes para acusar al grupo de abuso o explotación sexual, ya que había sido extraordinariamente difícil encontrar víctimas dispuestas a testificar, y los acusados se acogerían a la libertad religiosa.
Peck consultó la constitucionalidad de las leyes del momento sobre la poligamia, alegando que de ser respaldada por los tribunales, los miembros de esta comunidad estarían obligados a cesar su actividad.  La Corte Suprema de Columbia Británica confirmó la constitucionalidad de las leyes de poligamia canadienses en 2011.  
En julio de 2017, dos hombres de la comunidad fueron condenados a arresto domiciliario por poligamia, siendo la tercera y cuarta personas en la historia de Canadá condenadas por este delito.  Se descubrió que Blackmore se casó con 24 mujeres y tuvo 149 hijos.  Blackmore recibió 6 meses de arresto domiciliario y 18 meses de libertad condicional, mientras que Oler recibió 3 meses de arresto domiciliario y 12 meses de libertad condicional.
En agosto de 2017, Brandon James Blackmore y Emily Ruth Gail Blackmore fueron condenados por secuestrar a una niña de 12 años para casarla en Estados Unidos con Warren Jeffs, el profeta de la FLDS, a 12 y 7 meses de cárcel, respectivamente; y a 18 meses de libertad condicional.  En un juicio celebrado en agosto de 2019, Oler fue declarado culpable del mismo y condenado a 12 meses de cárcel y 18 meses de libertad condicional.  Durante el juicio, las pruebas físicas revelaron que Jeffs había ordenado a Oler el 23 de junio de 2004 que trajera a una joven de 15 años a Estados Unidos para casarse con Warren Jeffs, condenado en 2011 a cadena perpetua por agredir sexualmente a dos seguidoras menores de edad con las que se había casado. 